# Lage Dwarsvaart
De Lage Dwarsvaart is een kanaal tussen de Lage Vaart en het Markermeer in de Nederlandse provincie Flevoland. Hij begint als een zijtak van de Lage Vaart bij de A6 en de Hollandse Hout net ten zuiden van Lelystad en gaat onder enkele verkeersbruggen (waarvan een voor de Flevolijn, de spoorlijn van Weesp over Almere naar Lelystad).
Vervolgens komt het kanaal bij het industrieterrein Noordersluis, waar een zijtak, het Havendiep, door Noordersluis gaat naar de wijk Tjalk.
De Lage Dwarsvaart loopt verder naar Lelystad-Haven. Aan deze tak is een scheepswerf. Aan de andere kant ligt de wijk Lelystad-Haven die bijna omringd is met water (het Markermeer, 't Bovenwater en aan de andere kant van de Knardijk het natuurgebied de Oostvaardersplassen). De Lage Dwarsvaart eindigt bij het Gemaal Wortman. Naast het gemaal ligt een schutsluis naar het Markermeer.